# Comuna Cuvin
Cuvin (în sârbă Kovin) este o comună localizată în partea de nord-est a Serbiei (Voivodina), în Districtul Banatul de Sud. Comuna cuprinde orașul Cuvin, care are rolul de reședință și 9 sate. La recensământul din 2002 comuna avea 35.582 locuitori.

## Localități componente
- Cuvin
- Bavanište
- Deliblata
- Dubovac
- Gai
- Malo Bavanište
- Mramorac
- Pločica
- Skorenovac (Székelykeve)
- Šumarak